# Federazione di softball d'Israele
La Federazione israeliana di softball (eng. Israel Softball Association) è un'organizzazione fondata per governare la pratica del softball in Israele.
Organizza il campionato di softball israeliano, e pone sotto la propria egida la nazionale di softball femminile.